# بلگرسهاین
بلگرسهاین (به آلمانی: Belgershain) یک شهر در آلمان است که در Leipzig واقع شده‌است. بلگرسهاین ۳٬۴۱۴ نفر جمعیت دارد.